# Harpactea blasi
Harpactea blasi là một loài nhện trong họ Dysderidae.
Loài này thuộc chi Harpactea. Harpactea blasi được miêu tả năm 1986 bởi Carles Ribera & Ferrández.